# Ноябрь 2020 года

Список событий ноября 2020 года.

## События
- 1 ноября
  - В Китае началась седьмая по счёту перепись населения, которая продлится до 1 декабря[1]. Более чем 1,4-миллиардное население Китая будет переписано более чем семи миллионами переписчиками, включая иностранных граждан, проживающих в Китае больше полугода[2]. Перепись населения должна уточнить не только перспективы социально-экономического развития, но и итоги первой пятилетки отмены политики контроля рождаемости «Одна семья — один ребёнок» и оценить текущую демографическую ситуацию.
- 2 ноября
  - Первая официальная Афинская мечеть открыта в районе Вотаникос[3].

- 3 ноября
  - В США начались президентские выборы, основные претенденты это Дональд Трамп от республиканцев и Джо Байден от демократов[4].
- 4 ноября
  - В провинции Тыграй на севере Эфиопии начались боестолкновения между отрядами местных властей и правительственными войсками[5].
- 5 ноября
  - Президент Косова Хашим Тачи ушёл в отставку. Временно исполнять обязанности президента Косова будет председатель парламента Вьоса Османи[6].
  - На всей территории Великобритании был повторно введён жёсткий карантин[7].
- 6 ноября
  - Новое правительство Новой Зеландии[англ.] во главе с премьер-министром Джасиндой Ардерн приведено к присяге[8].
  - Управление по контролю за иностранными активами Министерства финансов США ввело санкции против зятя президента Ливана Мишеля Ауна и лидера пропрезидентского христианского Свободного патриотического движения (СПД) Джебрана Басиля[9].

- 7 ноября
  - Крупнейшие американские СМИ, традиционно ведущие собственный подсчёт голосов на выборах, объявили избранным президентом США кандидата от Демократической партии Джо Байдена, однако официальный результат будет объявлен после пересчёта голосов в некоторых штатах. Главы многих стран официально поздравили Джо Байдена с избранием на пост президента США[10].
- 9 ноября
  - В Нагорном Карабахе заявили о потере контроля над городом Шуша[11].
  - Президент России Владимир Путин подписал указы об освобождении от должностей министра природных ресурсов и экологии Дмитрия Кобылкина, министра строительства и ЖКХ Владимира Якушева, министра транспорта Евгения Дитриха, а также министра энергетики Александра Новака и министра по развитию Дальнего Востока Александра Козлова[12].
  - В воздушном пространстве Армении в 18:30 по местному времени вблизи границы с Нахичеванской Автономной Республикой ВС Азербайджана сбили российский военный вертолёт Ми-24. Два члена экипажа погибли, третий получил травмы средней тяжести и был доставлен на аэродром базирования. МИД Азербайджана принёс извинения российской стороне в связи с данным трагическим инцидентом и заявил о готовности выплатить компенсацию. МИД России отреагировал на признание Баку вины за сбитый вертолёт. В МИД РФ сообщили, что Россия позитивно оценивает незамедлительное признание Баку своей вины за сбитый вертолёт[13][14].
  - Президент Азербайджана Ильхам Алиев, премьер-министр Армении Никол Пашинян и президент России Владимир Путин подписали заявление о прекращении огня в Нагорном Карабахе[15].
  - Конгресс Перу объявил импичмент[англ.] президенту страны Мартину Вискарра из-за обвинений в коррупции; и. о. президента стал спикер парламента Мануэль Мерино. Импичмент стал причиной акций протеста в Перу[16].
- 10 ноября
  - Начался ввод российских миротворцев в Нагорный Карабах[17].
- 11 ноября
  - Всекитайское собрание народных представителей приняло резолюцию, которая позволяла незамедлительно лишать депутатов Гонконга мандатов. Сразу же были отстранены четыре депутата оппозиционного демократического блока, на следующий день, о сложении своих полномочий в знак протеста объявили 15 оставшихся оппозиционных депутатов. Таким образом, Гонконг впервые в своей истории остался без представителей демократических партий[18].
  - Стало известно, что ещё год назад, в ноябре 2019 года, совет улемов Духовного управления мусульман запретил мусульманам жениться на немусульманках . Исключениями могут являться лишь «определённые единичные случаи», для которых необходимо разрешение муфтия. Муфтий Чечни Салах-Хаджи Межиев поддержал это решение, отметив, что это запрет существовал всегда. По его словам, «Эти браки и не разрешали для того, чтобы запрещать». Решение касается только мужчин, поскольку запрет мусульманкам выходить замуж за иноверцев действовал до этого и никогда не подвергался сомнению исламскими богословами, поскольку упомянут в Коране[19].
- 13 ноября
  - Бургомистр коммуны Кёге Марие Стерке стала одним из двух заместителей председателя Социал-демократической партии Дании, сменив мэра Копенгагена Франка Йенсена[англ.], который подал в отставку после скандала с сексуальными домогательствами[20].
- 14 ноября
  - В Вашингтоне состоялась многотысячная акция протеста в поддержку заявлений Дональда Трампа о фальсификации результатов выборов президента США[21].
  - Астероид 2020 VT4[англ.] (A10sHcN) диаметром 4,8—11 м пролетел в 383 км над поверхностью Тихого океана в районе островов Питкэрн (6754 км от центра Земли)[22]
- 15 ноября
  - В Бездну Челленджера (Марианский жёлоб) на глубину 10 909 метров опустился китайский глубоководный автономный аппарат «Fendouzhe» (Борец) с 3 человеками на борту[23].
  - Тайфун Вамко обрушился на Филиппины и унёс жизни 67 человек[24].
  - Десять стран-членов Ассоциации государств Юго-Восточной Азии, а также Китай, Япония, Южная Корея, Австралия и Новая Зеландия подписали соглашение о Всестороннем региональном экономическом партнёрстве, положив начало крупнейшему в мире блоку свободной торговли[25].

- 16 ноября
  - По результатам второго тура выборов президента Молдовы выиграла Майя Санду[26].
  - Первый эксплуатационный полёт частного корабля Crew Dragon[27].
  - Президентский указ об отправке военнослужащих ВС Турции в Азербайджан направлен на рассмотрение в Великое национальное собрание Турции[28].
  - Маронитский патриарх Бешар Бутрос эль-Раи и православный митрополит Илия (Ауди) выступили против политических элит Ливана за неспособность сформировать правительство[29].
  - Президент России Владимир Путин подписал распоряжение о создании пункта материально-технического обеспечения ВМФ РФ на территории Судана[30].
  - Принято решение об объединении крупнейшей авиакомпании Южной Кореи Korean Air со вторым авиаперевозчиком страны Asiana Airlines сильно пострадавшей от COVID-19[31].
- 17 ноября
  - В Австрии вводится повторная всеобщая изоляция из-за ухудшения ситуации с распространением COVID-19[32].
  - Закрывается единственная русскоязычная газета Финляндии — «Спектр»[33].
  - Сенат США единогласно одобрил «акт Родченкова», который устанавливает уголовную ответственность «любому лицу, кроме спортсмена» за схемы, которые позволяют нарушать антидопинговые правила[34].
  - Жилищный фонд острова Провиденсия (Колумбия) практически на 80 % оказался уничтожен ураганом «Йота»[35].
- 18 ноября
  - Администратор Федерального управления гражданской авиации США Стив Диксон подписал документ, отменяющий чрезвычайный запрет на полёты Boeing 737 MAX, введённый после двух однотипных авиакатастроф[36].
  - В ходе финальной стадии испытаний вакцины BNT162b2 от коронавирусной инфекции COVID-19, разработанной компаниями Pfizer и BioNTech, оценка её эффективности повышена до 95 %[37].

- 19 ноября
  - В Приморском крае прошёл ледяной дождь, сопровождавшийся сильным ветром, что вызвало массовые отключения электричества и другие повреждения инфраструктуры.[38]. Из-за отключений электричества во Владивостоке перестали работать насосные станции, подающие воду и отопление в дома, из-за обледеневших вантов закрыли движение по Русскому мосту[39].
  - Национальный научный фонд США объявил о закрытии гигантского радиотелескопа, расположенного в обсерватории Аресибо в Пуэрто-Рико[40].
- 20 ноября
  - Правительство Сербии объявило трёхдневный траур в связи со смертью Патриарха сербского Иринея из-за COVID-19[41].
  - Шотландский писатель Дуглас Стюарт стал лауреатом Букеровской премии за дебютный роман «Шагги Бейн»[42].
- 21 ноября
  - Для осуществления космической программы Коперник Европейского космического агентства компания SpaceX запустила спутник Copernicus Sentinel-6[43].
- 22 ноября
  - В Минске прошли очередные акции протеста против президента Александра Лукашенко под общим названием «Марш против фашистов»[44].
  - США перестали быть участником Договора по открытому небу, согласно которому, страны-участницы могут совершать разведывательные полеты над территорией друг друга, чтобы следить за военной деятельностью и соблюдением действующих договоров в области контроля над вооружениями[45].

- 23 ноября
  - К Луне с космодрома Вэньчан на острове Хайнань отправилась китайская миссия «Чанъэ-5», которая должна впервые с 1976 года доставить на Землю образцы лунного грунта[46].
  - Власти китайской провинции Гуйчжоу на юго-западе КНР объявили о том, что последние девять уездов региона были исключены из списка бедных уездов, таким образом, в Китае все административные единицы уездного уровня избавились от абсолютной бедности[47].
- 24 ноября
  - Биржевой индекс Доу Джонса впервые превысил отметку 30 000[48].
  - В Шотландии парламент принял закон, по которому прокладки и тампоны будут предоставляться женщинам бесплатно. Это часть кампании за снижение цен на средства гигиены для женщин, которые в последнее время устраивали феминистки разных стран[49].

- 25 ноября
  - Кельбаджарский район полностью перешёл под контроль армии Азербайджана[50].

- 26 ноября
  - В Индии прошла одна из самых крупных забастовок в мире, одновременно в ней участвовало ~250 миллионов человек, протестовавших против правительственных реформ, ограничений связанных с пандемией, а также против резкого снижения уровня жизни[51].
  - Турецкий суд приговорил к пожизненному заключению 337 человек, признанных виновными в попытке государственного переворота и свержения лидера страны Реджепа Тайипа Эрдогана[52].
- 28 ноября
  - Запрещённая организация Боко харам совершила нападение на фермеров в Нигерии, погибли не менее 110 мирных жителей[53].
  - Прокуратура Аргентины начала расследование обстоятельств смерти футболиста и тренера Диего Марадоны, которую квалифицировали как смерть в результате противоправных действий[54].
  - Министерство иностранных дел Черногории объявило персоной нон грата сербского посла в Подгорице Владимира Божовича, потребовав от него покинуть республику[55].
- 29 ноября
  - В Индонезии началось извержение вулкана Левотоло, расположенного на острове Ломблен. Более 2,7 тысячи человек, проживающие в деревнях недалеко от Левотоло, были вынуждены покинуть свои дома[56].
  - Более 300 человек задержаны правоохранительными органами по всей Беларуси в ходе очередной воскресной протестной акции, на этот раз получившей название «Марш соседей»[57].
  - Тысячи манифестантов приняли участие акциях протеста в 70 городах Франции против проекта «Закона о глобальной безопасности», положения которого фактически вводят запрет на проведение фото- и видеосъёмки сотрудников полиции и жандармерии[58].
  - Премьер-министр Эфиопии Абий Ахмед Али подтвердил взятие столицы Тыграя эфиопскими войсками и заявил об успешном завершении военной операции[59].
- 30 ноября
  - Виктор Орбан побил рекорд Тисы Кальмана по длительности занимания поста премьер-министра Венгрии[60].
  - Роман «Аномалия» писателя Эрве Ле Телье удостоен Гонкуровской премии 2020 года[61].